# Gondwana

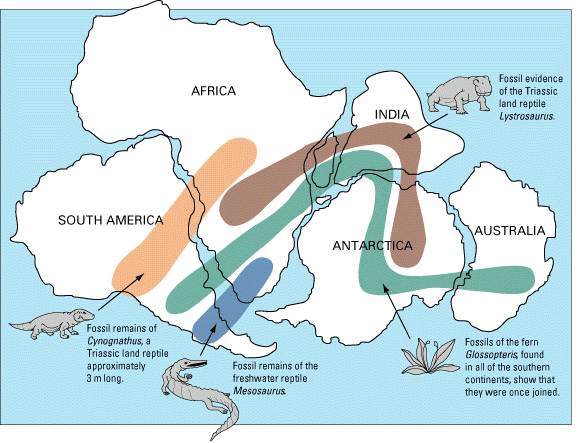

Gondwana byl superkontinent, který zahrnoval území dnešní Jižní Ameriky, Afriky, Arábie, Indie, Austrálie a Antarktidy. Zformovala se jako součást většího superkontinentu Pannotie asi před 600 milióny let. Po odtržení Laurentie, Baltiky a Sibiře Pannotie zanikla a zbyla Gondwana – tehdy největší kontinentální blok planety, který sahal od jižního pólu až k obratníku Raka na severní polokouli.

## Historie
Během prvohor se od Gondwany postupně oddělovaly menší subkontinenty (Avalonie, Severní a Jižní Čína) a vydávaly se k severozápadu. Sama Gondwana se postupně dostala nejprve celá na jižní polokouli, v oblasti severozápadní Afriky se ale naopak posouvala od jižního pólu k rovníku, až zhruba před 350 milióny let narazila do rovníkové Eurameriky. Na dalších 200 miliónů let tak byla Gondwana součástí nového superkontinentu Pangey.
Ve druhohorách se mezi Gondwanou a Laurentií otevřel zárodek Atlantského oceánu a Gondwana se opět osamostatnila (od zbytku Laurasie ji už předtím odděloval oceán Tethys). Její existence už však neměla dlouhé trvání. Během příštích 50 miliónů let se sama postupně rozpadla. Nejdříve na Atlantiku a Antarktidu, poté se Atlantika rozpadla na Jižní Ameriku a Afriku, od Afriky se oddělila Indie, Madagaskar a Arábie, nakonec i od Antarktidy Austrálie.
Na území Gondwany byli velmi početní druhohorní dinosauři, a to například i na území současné Austrálie. Na tomto pevninském celku vznikly v průběhu druhohor také některé archaické skupiny savců, například klad Tribosphenida.
Podle identifikace fosilních pozůstatků devonských ryb z území Austrálie byla v této době (asi před 400 miliony let) Gondwana ještě spojena s jihovýchodní oblastí současné Asie.
V průběhu triasu bylo možné dostat se suchou nohou z jižní Gondwany až do oblasti dnešního Grónska, jak ukazuje objev sauropodomorfních dinosaurů (možná rod Plateosaurus) z doby před asi 214 miliony let.

## Název
Gondwana byla pojmenována rakouským vědcem Eduardem Suessem, po Gondwaně, regionu ve střední Indii, který byl odvozen ze sanskrtu pro „lesy Gondů“. Název byl dříve používán v geologickém kontextu, nejprve H. B. Medlicottem v roce 1872, který také popsal sedimentární sekvence Gondwany (permské-triasové).
Někteří vědci preferují název „Gondwanaland“, aby byl jasný rozdíl mezi indickým regionem a superkontinentem.